# イバラモ
イバラモ(Najas marina)は、トチカガミ科イバラモ属に属する一年生の植物。ため池や湖沼などに生息する水草である。和名は、イバラのようなとげを持つ藻、というところから来ている。

## 生態
沈水性の水草で、60cmほどに伸長する茎に、するどい鋸歯のある葉をもつ。葉は対生する。草体は堅いがもろく、折れやすい。葉腋に花をつけ、そこに長さ数 mm の種子をつくり繁殖する。染色体数は、雄株が2n=13、雌株が2n=12である。

## 分布
世界中の温帯、熱帯に広く分布する。日本でも全国各地に分布している。

## 利用
特に利用されることはない。